# Madison Thompson
Madison Thompson, född den 13 augusti 2000, är en amerikansk skådespelare.
Thompson har medverkat i ett flertal film- och TV-serieproduktioner. Under säsong 3 och 4 spelade hon Erin Piarce i TV-serien Ozark. Hon har även setts i bland annat Shots Fired samt The Young and the Restless. År 2023 kommer hon att spela en av huvudpersonerna i TV-serien Grease: Rise of the Pink Ladies.

## Filmografi (i urval)
- 2017: Shots Fired
- 2020–2021: The Young and the Restless
- 2020–2022: Ozark
- 2023: Grease: Rise of the Pink Ladies
- 2025 – The Map That Leads to You